# Ferrariskaarten

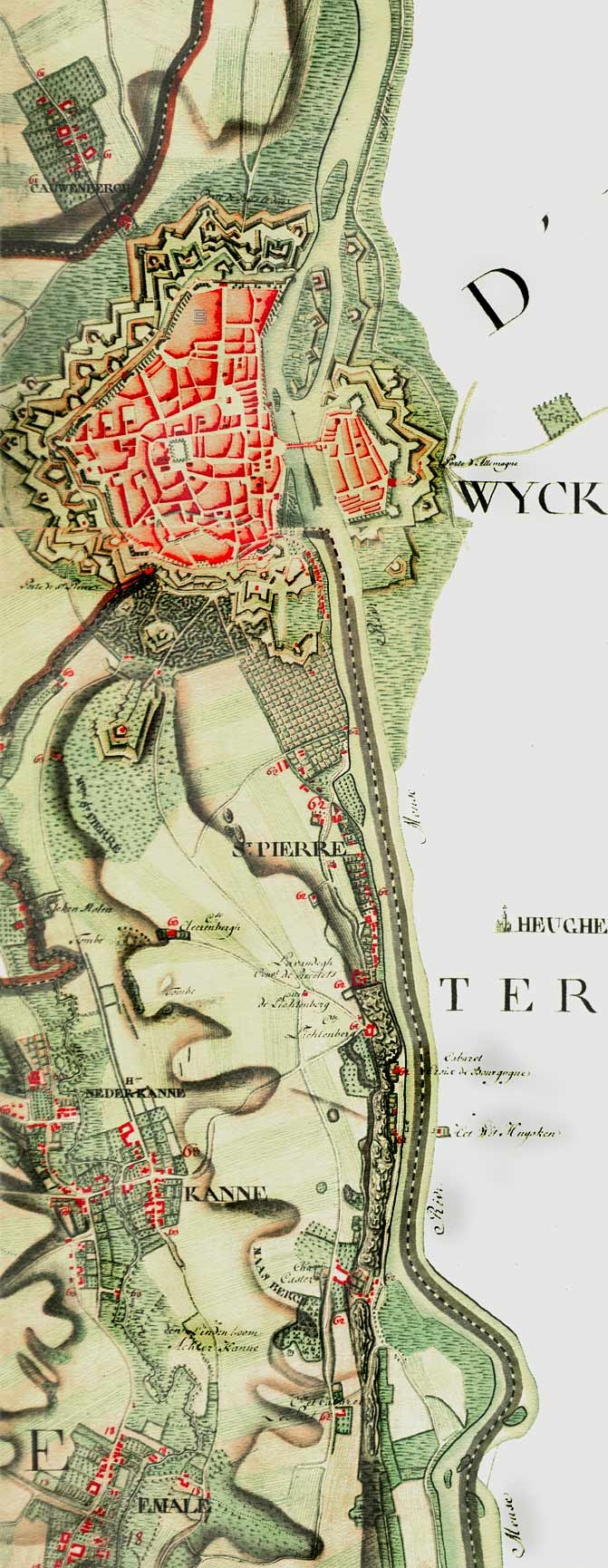
Maastricht in de Kabinetskaart van de Ferraris

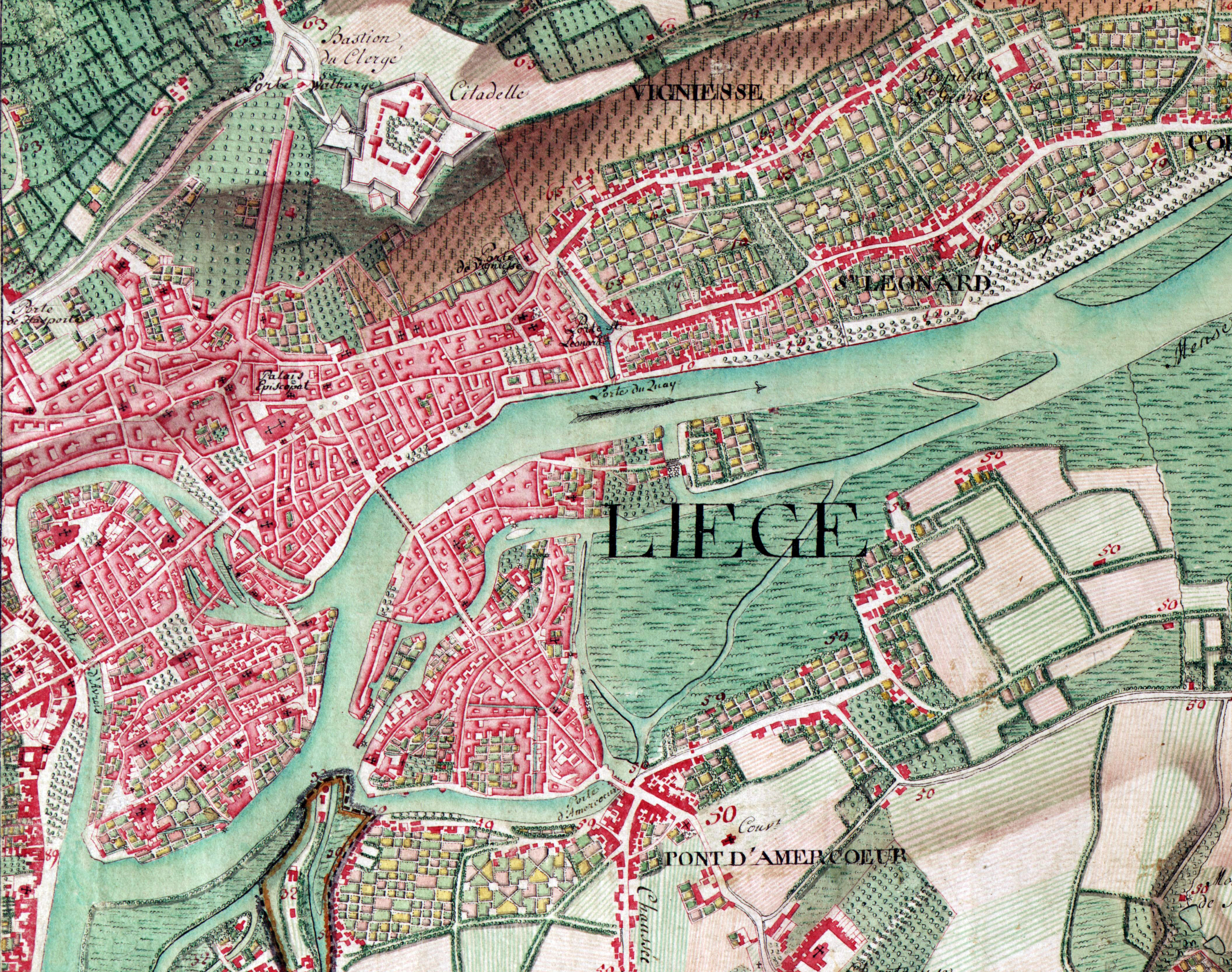
De stad Luik

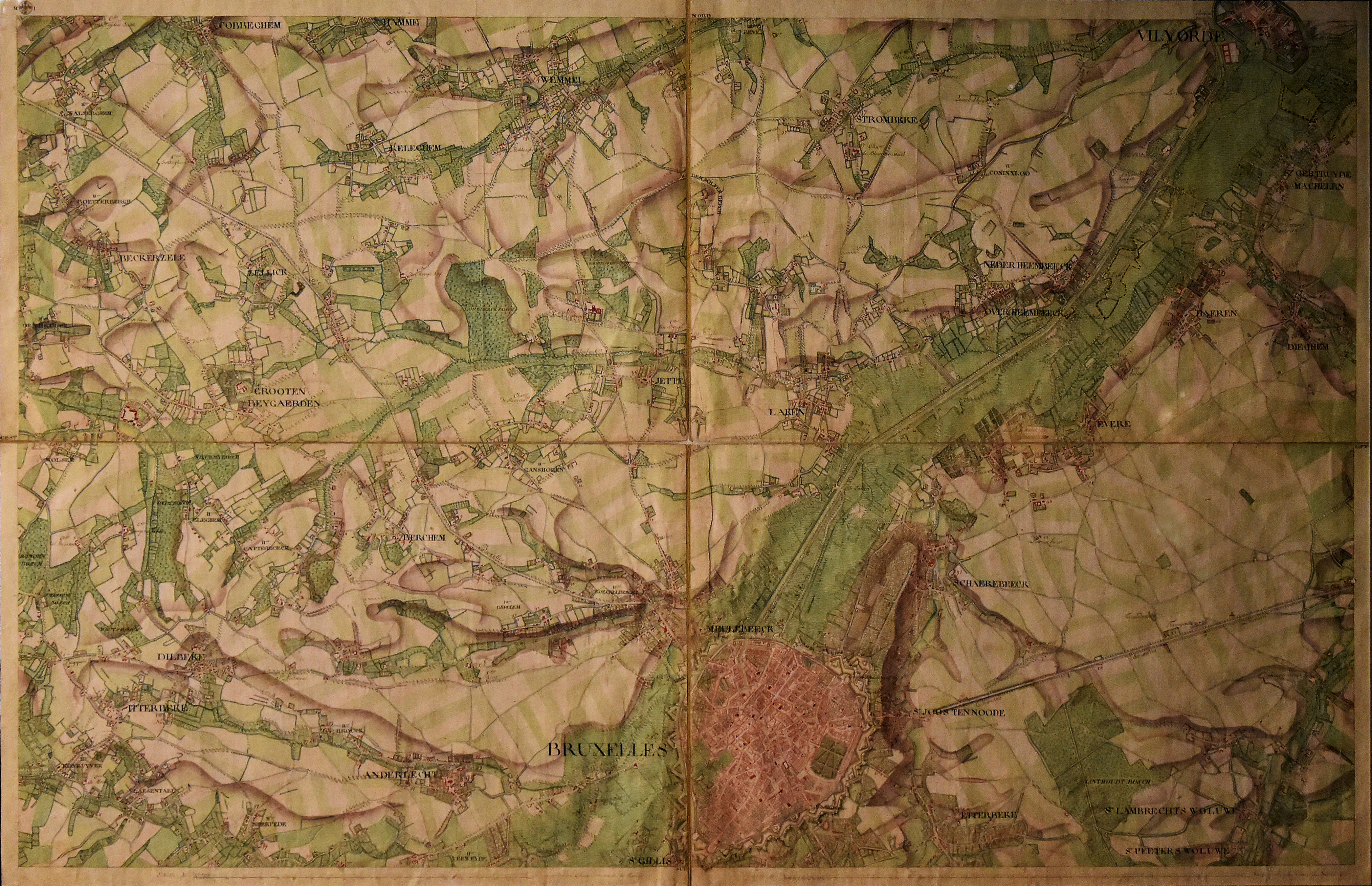
De stad Brussel en noordelijke omgeving

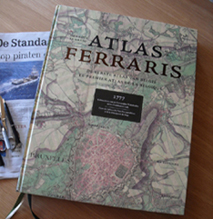
De uitgave van Lannoo (2009)

De 'de Ferraris kaarten' (Cartes de Ferraris) zijn een verzameling van 275 uiterst gedetailleerde topografische kaarten van de Oostenrijkse Nederlanden. Zij kwamen tussen 1771 en 1778 tot stand onder leiding van Joseph de Ferraris, generaal bij de Oostenrijkse artillerie, veldmaarschalk in de Oostenrijkse Nederlanden. Het is de eerste systematische en grootschalige kartering van een uitgestrekt gebied in West-Europa. De volledige naam van de kaarten luidt: De Kabinetskaart of Handschriftkaart van de Oostenrijkse Nederlanden van Generaal Joseph de Ferraris 1771-1778.

## Totstandkoming
De Oostenrijkse regering en landvoogd Karel van Lotharingen hechtten vanuit militaire overwegingen veel belang aan cartografie. Daarom liet men de Ferraris in 1767-1768 een topografische kaart van het Zoniënwoud en omgeving maken, alsook een kaart van het domein van Mariemont. Door deze twee domeinen te laten opmeten deed de Ferraris interessante ervaring op. Deze ervaring benutte hij vanaf 1769 toen hij de landvoogd voorstelde een kaart te maken van de volledige Oostenrijkse Nederlanden, aangevuld met het prinsbisdom Luik, naar het voorbeeld van de nieuwe kaart van Frankrijk onder leiding van César François Cassini de Thury (Cassinikaart). 
Tussen 1771 en 1778 leidde de Ferraris op last van keizerin Maria Theresia en keizer Jozef II het opstellen van de zogeheten Kabinetskaart (Carte de Cabinet) van de Oostenrijkse Nederlanden, aan de hand van opmetingen en waarnemingen ter plaatse. Die werden uitgevoerd door artilleristen van de École des mathématiques du corps d'artillerie des Pays-Bas autrichiens de Malines. Ze waren daartoe opgeleid door Léopold-François Cogeur, die de feitelijke projectleider was. De gebruikte schaal was 1:11.520 (de hedendaagse stafkaarten van het Nationaal Geografisch Instituut zijn op schaal 1:10.000, 1:25.000 en 1:50.000 beschikbaar).
De operatie vond na zes jaar zijn neerslag in 275 kaarten van 0,90 × 1,40 m, met de hand getekend en ingekleurd. Alle gebouwen (boerderijen, kerken, kastelen, molens), rivieren, bossen, zelfs hagen, poelen en grachten, tot galgen toe, zijn daarbij vastgelegd. Men vindt er de parochienamen en gehuchten terug die later, na de inlijving bij Frankrijk, de gemeentenamen worden. Daarbij zijn deze kaarten voorzien van twaalf delen handgeschreven commentaar in het Frans, over economisch en vooral militair nut (waterlopen, bruggen, bossen en mogelijkheden voor inkwartiering). Deze kennis vergemakkelijkte militaire operaties op het terrein wanneer men met een leger van soldaten en paarden door het landschap trok om steden te belegeren en gaf informatie over bivak- en bevoorradingsplaatsen.

## Verspreiding van de kaarten
Er zijn drie originelen gemaakt. Zij zijn eigendom van het Kriegsarchiv van Wenen, het Rijksarchief in Den Haag en de Koninklijke Bibliotheek van België te Brussel. Het Haagse exemplaar wordt bewaard bij Kadaster Geo-Informatie in Emmen. Het Brusselse exemplaar was oorspronkelijk bestemd voor de opdrachtgever Karel van Lotharingen, de toenmalige landvoogd. Karel van Lotharingen deponeerde zijn exemplaar in 1794 te Wenen na de nederlaag tegen de Fransen. Dit exemplaar werd in 1922 in het kader van de compensaties voor de Eerste Wereldoorlog door Oostenrijk aan België overgedragen. In het Nationaal Geografisch Instituut wordt ook nog een calque bewaard, door de Nederlandse overheid ter beschikking gesteld in 1859.
De kaarten werden tussen 1965 en 1976 heruitgegeven door het cultureel fonds Pro Civitate van het Gemeentekrediet van België als Kabinetskaarten van de Oostenrijkse Nederlanden opgenomen op initiatief van Graaf de Ferraris (Koninklijke Bibliotheek van België).
Sinds eind 2008 zijn de stafkaarten van de Ferraris beschikbaar op het internet via het Europees project Europeana. In 2009 werd de Atlas Ferraris opnieuw uitgegeven in drukvorm. Het boekwerk meet 40 bij 50 cm, weegt 12 kilo en telt 608 bladzijden.

## Carte Marchande
In 1777-1778 maakte de Ferraris nog een reductie van zijn kabinetskaart in 25 kaartbladen, bestemd voor de verkoop. Deze uitgave staat bekend als de Carte Marchande. Zij werd opgevat als de noordelijke uitbreiding van de kaart van Frankrijk, die ook de Cassinikaart genoemd wordt. De Carte Marchande heeft dezelfde schaal (1:86 400 of één lijn voor 100 vadem of voor 600 voet), en een aansluitende bladindeling. De titel luidt: “Carte chorographique des Pays-Bas autrichiens, dédiée à Leurs Majestés impériales et royales par le comte de Ferraris, Lieutenant-général de leurs armées”. De Carte Marchande werd gegraveerd te Mechelen onder leiding van de gebroeders Tardieu en later van L.A. Dupuis; zij kan tot vandaag nog gekocht worden via het Nationaal Geografisch Instituut.

## Gereviseerde kaarten
Omdat de complexe staats- en gebiedsgrenzen onvoldoende goed waren weergegeven, zijn er tussen 1777 en 1779 zes bijgewerkte kaarten aangemaakt. Daarop waren de bijzonderheden van de grenzen weergegeven, waarbij voor betwiste gebieden de Oostenrijkse zienswijze werd gevolgd.

## Belang van de kaarten
Napoleon Bonaparte maakte gebruik van de opgedane terreinkennis na raadpleging van de kaarten van de Ferraris tijdens zijn militaire veldtochten en oorlogen.
De 'de Ferraris kaarten' geven de gedetailleerde toestand van de Zuidelijke Nederlanden weer, net voor het begin van de Industriële Revolutie en het einde van het ancien régime, toen het landschap nog niet veel verschilde van de middeleeuwen. Het wordt meteen duidelijk hoe sterk de gebieden zijn geëvolueerd naarmate de impact van de mens op zijn omgeving groter werd. De kaarten zijn dan ook populair bij natuurbewegingen wanneer die willen wijzen op de oorspronkelijke toestand van een gebied.
Ook helpen de kaarten om archeologische vondsten te identificeren. Dit geldt ook in de andere richting: archeologen gebruiken de kaarten regelmatig om op zoek te gaan naar overblijfselen van inmiddels verdwenen gebouwen. Voor ingenieurs kunnen de kaarten nuttig zijn doordat op de kaarten mijnputten getekend staan die nu niet meer bestaan maar nog steeds een risico kunnen vormen voor de stabiliteit van de bodem.

## Verklaringen
Naast een groot aantal kleuren en symbolen komen er ook tal van Franstalige afkortingen en benamingen voor op de kaarten.
- Abb (abbaye): abdij

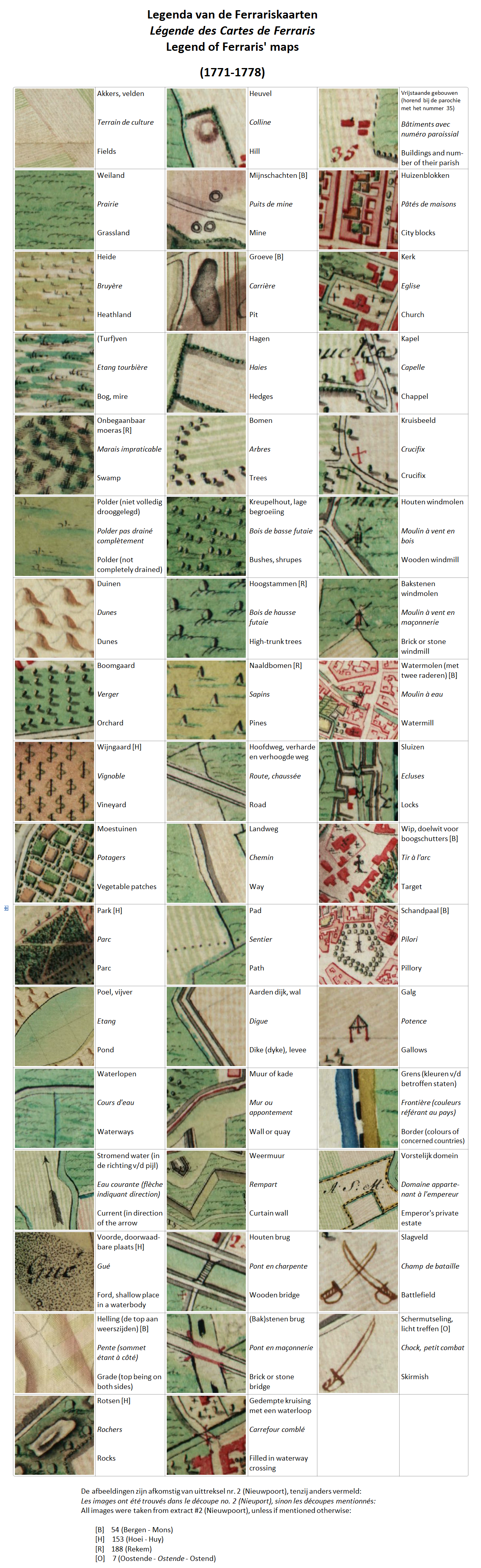
Legenda

- A.S.M.: À Sa Majesté (terres domaniales de la couronne d'Autriche): domein dat afhankelijk is van de vorst
- B / Bs (bois): bos
- Batterie: afweergeschut
- Bruyère: heide
- Cabaret: herberg
- Calvaire: kruisbeeld
- Canal: kanaal
- Chaau (château): kasteel
- Champ de Bataille: slagveld
- Chemin: hoofdweg
- Citadelle: vesting
- Clle / cappel (chapelle): veldkapel
- Couvt (couvent): klooster
- Cse (cense, ferme): hof, hoeve
- Digue / dijck: dijk
- Écluse: sluis
- Forêt: woud
- Fours à Chaux: kalkoven
- Franchise: vrijgoed
- Hau (hameau): gehucht
- Hermitage: kluizenarij
- Houillères: steenkoolgroeves
- Manufacture: fabriek
- Mgne (montagne): berg
- Moulin: water- of windmolen
- Palais: paleis
- Papeterie: papierfabriek
- Porte: stadspoort
- Redoute: veldschans
- Riv. (rivière): rivier
- St (Saint): Sint-
- Terrain contesté: betwist gebied
- Tête: bruggenhoofd
- Tombe: grafheuvel
- Trous: groeve
- Tuilerie: pannenbakkerij